# 桂木亜沙美
桂木 亜沙美（かつらぎ あさみ、1976年〈昭和51年〉3月23日 - ）は、日本の元グラビアアイドル・元女優。本名、桂木 寿子。

## 来歴・人物
岐阜県出身。ワイルドンエンタープライズのオーディションに応募したのがきっかけで、1993年にデビューし、同社に所属した。
日本舞踊・吉野流の師範である（名取名「吉野舞桂」）。
公表されていたサイズ（1995年当時）は、身長160 cm、B 83 cm、W 56 cm、H 83 cm。血液型A型。
趣味はテニス、スケート、スノーボード、ドライブ、フィッシング（いずれも1993年 - 1996年当時公表されていたプロフィールによる）。
2000年代前半まで活動したが、引退時期は不明である。

## 出演

### バラエティ
- 天使のU・B・U・G（1994年10月13日 - 1995年3月16日、フジテレビ）レギュラーアイドルの1人
- 愛ラブSMAP!（テレビ東京）[3]
- 鎌倉恋愛委員会（TBS）[3]

### ドラマ
- 世にも奇妙な物語（フジテレビ）- 1992年6月25日放送『不幸の伝説』
- 狙われた花嫁 雪の北陸路（1992年9月19日、朝日放送）
- 教師夏休み物語（1992年、日本テレビ）[3]
- はやぶさ新八御用帳（1993年9月〜1994年3月、NHK総合）
- なんでも屋探偵帳・4（1994年、テレビ朝日・土曜ワイド劇場）- ミミ 役
- しんドラ『卒業旅行〜忘れ物見つけた』（1995年、日本テレビ）[3]
- エコエコアザラク 第2話（1997年、テレビ東京系）

### ドラマCD
- sound story of エコエコアザラク（1992年、東芝EMI）黒井ミサ 役・歌

### 特撮
- ウルトラマンティガ 第14話 - 逃亡宇宙人ルシア 役

### 映画
- すももももも（1995年）- 涼子 役

### オリジナルビデオ
- けっこう仮面3（さん）
- ツッパリ・ハイ・スクール 武闘派高校伝
- ツッパリ・ハイ・スクール2 校外乱闘篇
- ツッパリ・ハイ・スクール3 新天地抗争
- ツッパリ・ハイ・スクール4 広島代理戦争
- あばよ白書
- 湘南純愛組!3 地獄の暴走天使
- 白衣のアマゾネス　AMAZONESS in WHITE
- 本気!（マジ!）5 死闘篇
- Sadistic Song / サディスティック・ソング

### CM
- JR東日本[3]
- 共水連イメージガール[3]

## 作品

### イメージビデオ
- 7Days 桂木亜沙美（VHS）1995年8月1日　ぶんか社
- VIDEO IDOL スコラ 桂木亜沙美（VHS）1995年10月1日
- Final Beauty（VHS）1996年2月1日　竹書房
- アイドル黄金伝説 桂木亜沙美（DVD）2003年2月22日　ブロードウェイ

### 写真集
- Neptune（1995年、ぶんか社） - ISBN 978-4-8211-2025-3
- 夏少女（1996年、竹書房） - ISBN 978-4-8124-0211-5